# 臺灣清真推廣中心
臺灣清真推廣中心（英語：Taiwan Halal Center，縮寫：THC）是一個促進臺灣清真產業發展的組織。

## 歷史
該組織由中華民國對外貿易發展協會於2017年4月21日在臺北成立，是新南向政策的一部分。

## 榮譽
該組織於2018年10月31日榮獲馬來西亞旅遊理事會金獎。

## 外部連結
- 官方网站